# 大井川町
大井川町（おおいがわちょう）は、静岡県の中部、志太郡に位置していた町。2008年（平成20年）11月1日、焼津市に編入合併した。
大井川が西側に流れ南に駿河湾をのぞむ町で、地方交付税不交付団体であった。
春と秋の2回桜エビ漁が行われる。

## 地理
気候は駿河湾に流れ込む黒潮の影響により冬でも温暖である。
- 河川: 大井川
- 海洋: 駿河湾

### 隣接していた自治体
- 藤枝市、焼津市、島田市、榛原郡吉田町

## 歴史
- ほぼ現在の大井川町に当たる地域は、大井川がいまより一里ほど北東を流れ（現在の栃山川）大井川の右岸だったため、遠江国榛原郡（とほたふみのくにはりはらのこほり）に属していた。江戸時代における度重なる流路変更により大井川左岸になったため、1879年（明治12年）に元々は駿河国に属した郡であった志太郡に移管された。

### 沿革
- 1879年（明治12年）10月1日 - 町村制施行に伴い、相川村・下江富村・上新田村・上泉村・西島村が合併し、相川村が成立する。宗高村・上小杉村・下小杉村・藤守村が合併し、静浜村が成立する。吉永村・利右衛門村・高新田村・中島村・飯淵村が合併し、吉永村が成立する。
- 1955年（昭和30年）3月31日 - 相川村・静浜村・吉永村が合併し、大井川町となる。
- 2008年（平成20年）11月1日 - 焼津市に編入される。

## 行政
- 町長
  - 渋谷昇次
  - 池谷薫

### 平成の大合併
藤枝市・焼津市・岡部町との合併協議会に参加していたが「合併後の財政事象が不安」との理由で2003年に合併協議会から脱退。
しかし、2006年6月に町長が市町村の合併の特例等に関する法律の期限内に焼津市との合併を推進する意向を表明。11月に焼津市との1市1町合併協議会設置議案が可決（焼津市側でも12月に可決）され、2007年4月2日に合併協議会が設置。合併方式を焼津市への編入、合併期日を2008年11月1日として、協議が続けられていた。

## 経済

### 産業
- 主な産業は農業・漁業・製造業である。
- 交通の便のよさと、大井川の地下水が豊富に使えるという利点を生かして日清食品やソニー・ミュージックエンタテインメントなどの工場が立地している。

## 地域

### 教育
- 大井川町立大井川東小学校
- 大井川町立大井川西小学校
- 大井川町立大井川南小学校
- 大井川町立大井川中学校
- 静岡県立大井川高等学校

### 国の機関
- 航空自衛隊静浜基地

## 交通

### 鉄道
- 現在、町内には鉄道路線はない。おもに東海道本線藤枝駅・西焼津駅を利用する。

#### 廃止路線
1970年7月までは静岡鉄道駿遠線が町内を走っていた。

### 路線バス
- しずてつジャストライン
- 焼津市自主運行バス

高速バス
大井川焼津藤枝スマートインターチェンジ内に大井川バスストップがある。
- ジェイアール東海バス
- しずてつジャストライン

### 道路
高速道路
- 東名高速道路が通っており、大井川焼津藤枝スマートインターチェンジが2016年に開通。また、大井川新橋の建設により対岸の吉田インターチェンジへのアクセスが改善された。

一般国道
- 国道150号

主要地方道
- 静岡県道31号焼津榛原線
- 静岡県道33号藤枝大井川線

一般県道
- 静岡県道227号島田大井川線
- 静岡県道342号河原大井川港線
- 静岡県道355号焼津大井川線

### 船舶
町営の港、大井川港がある。

## 名所・旧跡・観光スポット・祭事・催事・主な出身者
- 藤守の田遊び（3月17日）藤守（郷）に鎮座する大井八幡宮で行われる。田遊び祭に参加する資格があるのは、氏子の未婚男子。奉納される踊りは1年の農作を表現している。1977年5月17日に国の重要無形民俗文化財に指定された。
- 大井川野鳥園
- 青島正晴-元横浜市立小学校教諭、民主主義的社会主義運動神奈川責任者